# Kalixfors
Kalixfors is een dorp op de grens van de Zweedse gemeenten Kiruna en Gällivare.
Kalixfors ligt aan de uiterste oostpunt van een reeks meren, die uiteindelijk afwateren in de Kalixälven. Kalixfors ligt op de grens met de gemeente Gällivare; de rivier vormt hier de grens. In de omgeving is Kalixfors bekend vanwege de spoorbrug Kalixforsbro (met station; code Kx) voor de Ertsspoorlijn en een militair vliegveld. Het is alleen te bereiken via een landweg vanuit Kiruna.

## Externe link

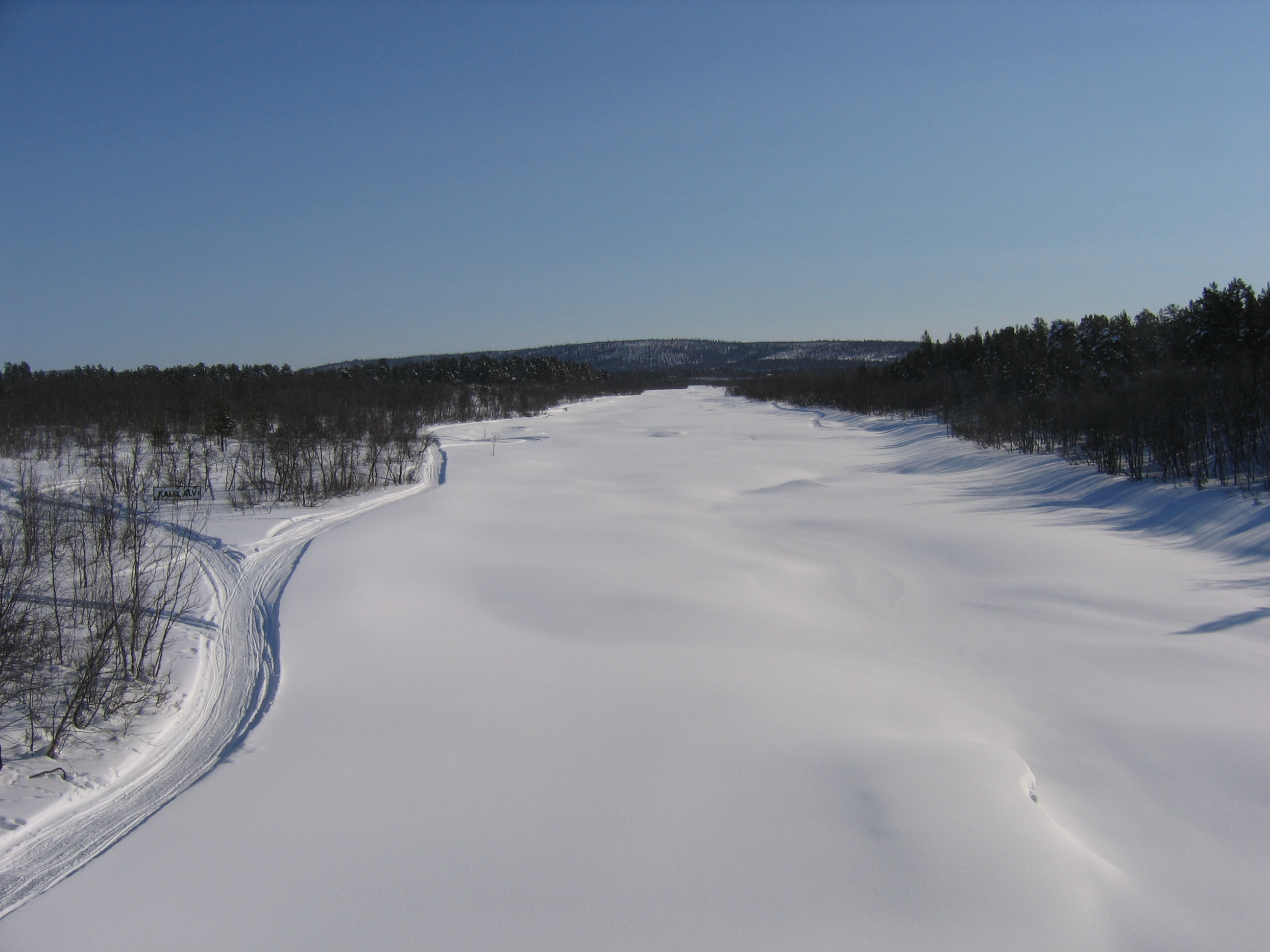
Kalix rivier bij Kalixfors